# カナリア諸島にて
「カナリア諸島にて」（カナリアしょとうにて）は、1981年3月21日に発売された大滝詠一通算7作目のシングル「君は天然色」のカップリング曲。スペイン領カナリア諸島についての歌。

## 解説
「カナリア諸島にて」は同日発売のアルバム『A LONG VACATION』からのシングル・カット曲。
この曲は「君は天然色」と同じく一発録りだが、後でバランスの変更ができるように保険としてウッド・ベースとドラムのキック、グランド・ピアノとアップライト・ピアノが別トラックに録音された。
ストリングス・アレンジは、今作で初顔合わせだった前田憲男。大滝によれば「普通ストリングスの録音っていうのは前田さんクラスの人はスタジオに来ないんですよ。譜面だけが到着してそれをコンサート・マスターが振るというのが多いんです。ところがご自身が来てくださった上に、自らタクトを振ってくださったのです。だから弦の連中は、前田さんの姿を見てちょっと困った顔をしてましたね。“うわ、今日は長くなるぞ～”って」という。しかし前田のストリングスは大滝が当初イメージしていた世界より若干きらびやか過ぎたとして、当初はカットする選択肢も視野に入れていたが、最終的にはものすごくオフで鳴っているようにミックスされた。それについては「前田先生にはせっかく書いてくださったのだけれど、失礼だったよなって思ったりもしてます」と振り返っている。そして曲の最後に聴こえるピアノはリズム録りの時点では存在せず、松任谷正隆がダビングで追加したという。
作詞の松本隆は、この曲の詞を書いたときはまだカナリア諸島に行ったことがなく、イメージだけで書いたという。高校生の頃、小川国夫の作品の中に「カナリア諸島にいたんだ」という台詞があり、地名だけは知っていた。それから10年程たって、「どこか島の歌を書きたいな」と思い、書いたのだという。詞を書いた時点では「ギリシャの港町や南フランスは知っていて、スペインもある程度行った事があって、ポルトガルも知っているから、それ程外れてはいないだろう」という感じだったが、1999年に松本が実際にカナリア諸島を訪れた際、最初に着いた所が諸島で一番大きなグラン・カナリア島だったので大分イメージと違い、血の気が引いたという。その後テネリフェ島に移動したが、そこは「港に対して斜面があって、緩々と坂を降りていくと港や防波堤があって。ちゃんと防波堤に突き当たって、海に面してカフェがあって。歌詞にばっちりの場所で、ここを見て書いてもあれ以上のはあり得ない位そのまんまみたいな」と思い、安心したという。アルバムでは楽曲提供しながら不採用になった曲をアレンジしたものではなく、全くの新曲として書かれた。

## カバー
| アーティスト                                  | 収録作品（初出のみ）                                                 | 発売日         | 規格       | 品番                    |
| --------------------------------------------- | -------------------------------------------------------------------- | -------------- | ---------- | ----------------------- |
| 百瀬まなみ                                    | カナリア諸島※改題                                                    | 1982年11月21日 | 7"シングル | 07･5H 139               |
| ライジング・チャート・バンド                  | 化粧なおしでメイク・ダウン?/ナイアガラ・CM BOX                       | 1982年         | 7"シングル | 07SH 1227               |
| CBSソニー・グランド・オーケストラ             | ニュー・ミュージック・インストゥルメンタル 山下達郎 ⁄ 大瀧詠一作品集 | 1986年5月21日  | CD         | 32DH 437                |
| （オルゴール）                                | 天使が巻いたオルゴール 〜南の島のソング・ブック                      | 1991年6月1日   | CD         | COCC-7593               |
| PHIL PERRY                                    | CANARY ISLANDS 大瀧詠一作品集                                        | 1992年6月30日  | CD         | VJCA-00017              |
| J.T. TAYLOR                                   | CANARY ISLANDS –大瀧詠一カバー・コレクション                         | 1992年7月10日  | CD         | COCA-10072              |
| （インストゥルメンタル）                      | ヒット・ソングス・イン・ザ・パストラル〜音楽の風景                   | 1993年10月1日  | CD         | SRCL 2707               |
| 稲垣潤一                                      | endless chain                                                        | 2001年11月21日 | CD         | TECN-30732              |
| 稲垣潤一                                      | カナリア諸島にて/endless chain〜きみという時の流れよ〜               | 2002年2月27日  | SCD        | TECN-12750              |
| 酒井法子                                      | moments                                                              | 2003年9月6日   | CD         | SMLCA-1                 |
| 石原顕三郎 (from The Travellers)              | Niagara SUMMER 〜Niagara Cover Special〜                             | 2006年8月30日  | CD         | TOWER-1014              |
| 斉藤花                                        | Fozz 〜Greatest Japanese Songs〜                                     | 2008年4月9日   | CD         | UICZ-4178               |
| 水瀬伊織（釘宮理恵）                          | THE IDOLM@STER Vacation for you!                                     | 2008年7月23日  | CD         | COCX-35002              |
| 今井美樹                                      | A LONG VACATION from Ladies                                          | 2009年11月4日  | CD+DVD     | UMCK-9304【初回限定盤】 |
| 今井美樹                                      | A LONG VACATION from Ladies                                          | 2009年11月4日  | CD         | UMCK-1333【通常盤】     |
| CHiP SHOP BOYZ WITH ANDROiD SiNGERS ORCHESTRA | A LONG VACATION 南国アンドロイド・カバー                             | 2011年3月21日  | CD         | DOCB-12342              |
| 石田ショーキチ                                | My oldest numbers vol.3                                              | 2015年3月20日  | CD         | SAT-008                 |

## タイアップ
- 片岡物産「トワイニング・アールグレイ」CMソング（1981年）
- 富士重工業（現・SUBARU）「スバル・WRX S4」 CMソング（2015年）

## リリース日一覧
| 地域 | タイトル                      | リリース日    | レーベル           | 規格               | カタログ番号 |
| ---- | ----------------------------- | ------------- | ------------------ | ------------------ | ------------ |
| 日本 | 君は天然色 / カナリア諸島にて | 1981年3月21日 | NIAGARA ⁄ CBS/SONY | 7"シングルレコード | 07SH 944     |